# جون كامبل (مهندس معماري)
جون كامبل (بالإنجليزية: John Campbell)‏ هو مهندس معماري نيوزيلندي، ولد في 4 يوليو 1857 في اسكتلندا في المملكة المتحدة، وتوفي في 4 أغسطس 1942 في ويلينغتون في نيوزيلندا.